# رغيف التمر والجوز
رغيف التمر والجوز (بالإنجليزية: Date and walnut loaf)‏ هو خبز تقليدي يؤكل في بَريطانيا مصنوع من التمر والجوز. غالبًا ما يصنع من العسل الأسود (treacle) أو الشاي لإضفاء لون بني غامق.
لا يزال برغيف التمر والجوز يؤكل تقليديا من اسكتلندا في العديد من غرف الشاي في جميع أنحاء البلاد. ويؤكل في المقاهي والمخابز وغرف الشاي في أسترالية ونِيُزلندة وعبر الكومنولث. تم